# Canadian Lakes
Canadian Lakes – jednostka osadnicza w Stanach Zjednoczonych, w stanie Michigan, w hrabstwie Mecosta.